# Wskaźnik pokrycia aktywów kapitałami własnymi
Wskaźnik pokrycia aktywów kapitałami własnymi - używany do określenia udziału kapitału własnego w finansowaniu całego majątku jednostki gospodarczej.
- Wp=kapitały własne*100/aktywa ogółem